# Nijō Nariyuki
Nijō Nariyuki (二条 斉敬 1 de noviembre de 1816 – 5 de diciembre de 1878?) fue un kuge (cortesano) que actuó de regente a finales del período Edo y comienzos de la era Meiji.

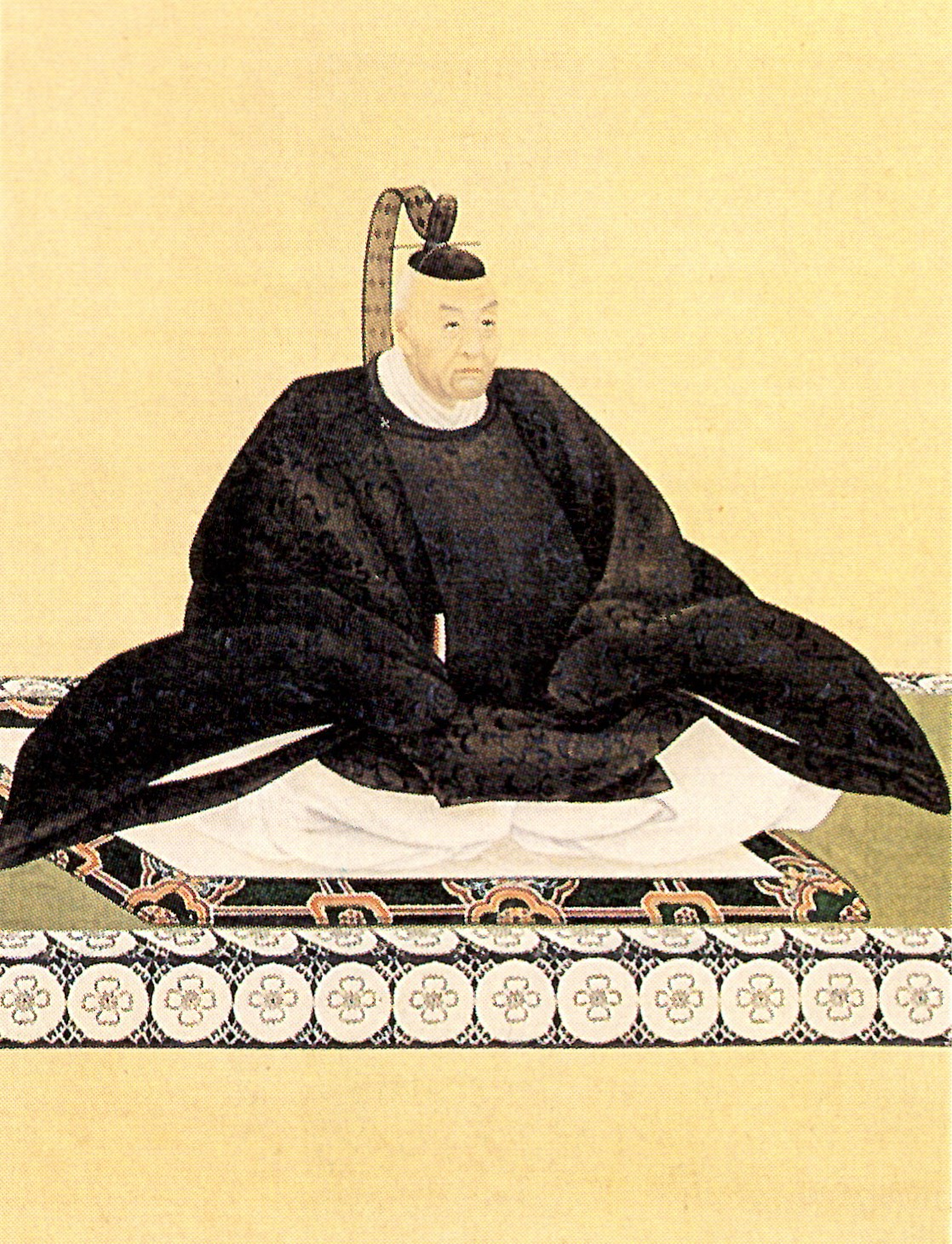
Nijō Nariyuki

Ocupó la posición de kanpaku del emperador Kōmei Tennō desde el 31 de enero de 1864 hasta el 30 de enero de 1867 y sesshō del emperador Meiji Tennō desde el 13 de febrero de 1867 hasta el 3 de enero de 1868. Fue el último cortesano en ocupar el cargo de kanpaku antes de que fuese abolido durante la Restauración Meiji.
Fue hijo de Nijō Narinobu y adoptó un hijo de Kujō Hisatada quien sería conocido como Nijō Motohiro. Fue padre de Nijō Masamaro.